# سفر کاپیتان فراکاسا
سفر کاپیتان فراکاسا (به ایتالیایی: Il viaggio di Capitan Fracassa) محصول ۱۹۹۵ ایتالیا فیلمی کمدی به کارگردانی اتوره اسکولا است. فیلم به چهل و یکمین جشنواره بین‌المللی فیلم برلین راه یافت.